# Heike Jacobsen
Heike Jacobsen ist eine deutsche Soziologin.

## Leben
Sie studierte Sozialwissenschaften und Psychologie in Göttingen und Berlin (Promotion Dr. rer. pol. 1998 in Dortmund, Habilitation Soziologie 2009 TU Dortmund). Von 1983 bis 1986 arbeitete sie am Max-Planck-Institut für Bildungsforschung. Von 1986 bis 1989 arbeitete sie am Soziologischen Forschungsinstitut an der Universität Göttingen. Von 1986 bis 2011 arbeitete am Landesinstitut Sozialforschungsstelle Dortmund. Seit Juni 2011 hat sie den Lehrstuhl Wirtschafts- und Industriesoziologie der BTU Cottbus inne.

## Schriften (Auswahl)
- mit Karin Gottschall und Ilse Schütte: Weibliche Angestellte im Zentrum betrieblicher Innovation. Die Bedeutung neuer Bürotechnologien für Beschäftigungssituation und Berufsperspektiven weiblicher Angestellter in Klein- und Mittelbetrieben. Stuttgart 1989, ISBN 3-17-010850-6.
- mit Monika Goldmann: Trends betrieblicher Modernisierung im Einzelhandel. Neue Wege des Technikeinsatzes, der Arbeitsgestaltung und Personalpolitik in einer Frauenbranche. Dortmund 1994, ISBN 3-929236-00-1.
- Umbruch des Einzelhandels in Ostdeutschland. Westdeutsche Unternehmen als Akteure im Transformationsprozeß. Frankfurt am Main 1999, ISBN 3-593-36226-0.
- mit Ellen Hilf: Beschäftigung und Arbeitsbedingungen im Einzelhandel vor dem Hintergrund neuer Öffnungszeiten. Gutachten im Auftrag des Bundesministeriums für Arbeit und Sozialordnung. Dortmund 1999, OCLC 247062340.